# Yves Vanderhaeghe
Yves Vanderhaeghe (Roeselare, 1970. január 30. –) belga válogatott labdarúgó.
A belga válogatott tagjaként részt vett a 2000-es Európa-bajnokságon és a 2002-es világbajnokságon.

## Sikerei, díjai
Anderlecht
- Belga bajnok (4): 2000–01, 2003–04, 2005–06, 2006–07
- Belga szuperkupa (3): 2000, 2001, 2006